# Java (Dakota del Sur)
Java es un pueblo ubicado en el condado de Walworth en el estado estadounidense de Dakota del Sur. En el Censo de 2010 tenía una población de 129 habitantes y una densidad poblacional de 101,23 personas por km².

## Geografía
Java se encuentra ubicado en las coordenadas 45°30′14″N 99°53′2″O / 45.50389, -99.88389. Según la Oficina del Censo de los Estados Unidos, Java tiene una superficie total de 1.27 km², de la cual 1.27 km² corresponden a tierra firme y (0%) 0 km² es agua.

## Demografía
Según el censo de 2010, había 129 personas residiendo en Java. La densidad de población era de 101,23 hab./km². De los 129 habitantes, Java estaba compuesto por el 93.02% blancos, el 0% eran afroamericanos, el 3.1% eran amerindios, el 0% eran asiáticos, el 0% eran isleños del Pacífico, el 0% eran de otras razas y el 3.88% pertenecían a dos o más razas. Del total de la población el 0% eran hispanos o latinos de cualquier raza.